# El secreto de Puente Viejo
El secreto de Puente Viejo és una telenovel·la espanyola, produïda per Boomerang TV, i emesa per Antena 3. Es va estrenar el 23 de febrer de 2011 en horari de màxima audiència, per a després, a partir del dia 24 emetre's diàriament a les 17:30.

## Argument
Pepa és una noia que ha crescut veient néixer criatures. Mentre treballa en una casa com ajudant de partera, queda embarassada del senyor de la casa, però acabat de néixer li roben perquè el de la senyora de la casa ha nascut mort. És obligada a marxar lluny. Sis anys després, es posa a treballar a la casa de la senyora Francisca Montenegro. Allí s'enamorarà del senyor Tristán i descobrirà que el nen que té, en realitat és el fill que li van robar anys abans.

## Personatges
- Tristán Castro Montenegro (Álex Gadea)
- Francisca Montenegro (María Bouzas)
- Soledad Castro Montenegro (Alejandra Onieva)
- Emilia Ulloa (Sandra Cervera)
- Raimundo Ulloa (Ramón Ibarra)
- Don Anselmo (Mario Martín)
- Dolores Asenjo (Maribel Ripoll)
- Pedro Mirañar López Regueira Jaca de Togores y Pérez de Pulgar (Enric Benavent)
- Hipólito Mirañar Asenjo (Selu Nieto)
- Mariana Castañeda Pacheco (Carlota Baró Riau)
- Rosario Pacheco (Adelfa Calvo)
- Alfonso Castañeda Pacheco (Fernando Coronado)
- Olmo Mesía (Iago García)
- Gonzalo Valbuena/Martín (Jordi Coll)
- María Castañeda Ulloa (Loreto Mauleón)
- Fernando de Mesía (Carlos Serrano)
- Roque Fresnedoso (Miquel García Borda)
- Pía Toledano (Diana Gómez)
- Candela Mendizábal (Aida de la Cruz)
- Isidro Buendia (Javier Abad)
- Rita de Buendía (Charlotte Vega)
- Aníbal Buendía (Jorge Pobes)
- Aquilino Benegas (Raül Tortosa)
- Camila Mella (Ángel de Miguel)
- Hernando Dos Casas (Yara Puebla)
- Antoñita Malo (Lucía Caraballo)
- Manuela Sánchez (Almudena Cid)

### Antics
- Angustias Osorio (†) (Sara Ballesteros)
- Alberto Guerra (†) (Xose Barato)
- Ramiro Castañeda Pacheco (Pablo Espinosa)
- Sebastián Ulloa (†) (Pablo Castañón)
- Águeda de Mesía (†) (Cuca Escribano)
- Gregoria Casas (Leonor Martín)
- Juan Casteñeda Pacheco (†) (Jonás Beramí)
- Enriqueta (Andrea Duro)
- Pepa Aguirre (†?) (Megan Montaner)

### Secundaris
- Dolçainer japonés (Hiroshi Fujii)[3]